# Mali agenci 3D: Trójwymiarowy odjazd
Mali agenci 3D: Trójwymiarowy odjazd (ang. Spy Kids 3-D: Game Over, 2003) – amerykański film familijny/komediowy roku w reżyserii Roberta Rodrigueza. Film jest kontynuacją hitów: Mali agenci i Mali agenci 2: Wyspa marzeń.

## Obsada
- Alexa Vega – Carmen
- Daryl Sabara – Juni
- Antonio Banderas – Gregorio
- Carla Gugino – Ingrid
- Sylvester Stallone – Zabawkarz
- Salma Hayek – Cesca Giggles
- Cheech Marin – Felix Gumm
- Danny Trejo – Machete
- Alan Cumming – Fegan Floop
- Steve Buscemi – Romero
- Tony Shalhoub – Alexander Minion
- George Clooney – Devlin
- Elijah Wood – Wybraniec
- Bill Paxton – Dinky Winks
- Mike Judge – Donnagon Giggles
- Matt O’Leary – Gary Giggles
- Emily Osment – Gerti Giggles
- Courtney Jines – Demetra
- Selena Gomez − Waterpark Girl
- Ricardo Montalbán − Dziadek
- Holland Taylor − Babcia
- Glen Powell − chłopiec z długimi palcami
- Peter Marquardt – Agent OSS

i inni

## Wersja polska
Opracowanie wersji polskiej: Start International Polska

Reżyseria: Joanna Wizmur

Dialogi polskie: Bartosz Wierzbięta

Dźwięk i montaż: Hanna Makowska
Zgranie dźwięku: Tomasz Sikora, Michał Kosterkiewicz

Kierownictwo produkcji: Paweł Araszkiewicz

Wystąpili:
- Krzysztof Królak – Juni Cortez
- Sławomir Orzechowski – Zabawkarz
- Joanna Jabłczyńska – Carmen Cortez
- Jonasz Tołopiło – Francis
- Borys Szyc – Rez
- Marek Molak – Arnold
- Joanna Kudelska – Demetra
- Wojciech Duryasz – Dziadek
- Izabela Dąbrowska – Francesca Giggles
- Cezary Morawski – Donnagon Giggles
- Tomasz Steciuk – Fegan Floop
- Katarzyna Czarnota –
  - Gerti Giggles,
  - Dziewczynka w aquaparku
- Jacek Braciak – Romero
- Janusz Wituch –
  - Devlin,
  - Agent w OSS #1
- Jacek Kopczyński – Gość
- Leszek Zduń – 
  - Gary Giggles,
  - Chłopak na arenie MegaMechów,
  - Programersi
- Paweł Szczesny – Felix
- Krzysztof Banaszyk –
  - Dinky Winks,
  - Agent w OSS #2
- Jacek Rozenek – Gregorio Cortez
- Antonina Girycz-Dzienisiewicz – Babcia
- Izabella Bukowska –
  - Ingrid Cortez,
  - Agentka w OSS
- Wojciech Machnicki – Alexander Minion
- Mirosław Zbrojewicz – Isidoro ’Maczeta’ Cortez
- Jarosław Boberek – Agent w laboratorium OSS
- Joanna Wizmur – Głos pani reżyser w castingu do pierwszej części filmu

Lektor: Jacek Brzostyński

## Miejsce kręcenia
- Film nakręcono w Austin i New Braunfels w stanie Teksas, USA.[1]